# Gershwin's World
Gershwin’s World från 1998 är ett musikalbum av den amerikanske jazzpianisten Herbie Hancock. Det är en hyllningsskiva till kompositören George Gershwin men också låtar av Maurice Ravel, W.C. Handy och Duke Ellington finns med.
På skivan medverkar gäster som Stevie Wonder, Joni Mitchell, sopranen Kathleen Battle och saxofonisten Wayne Shorter.

## Låtlista
1. Overture (Fascinatin' Rhythm) (George Gershwin) – 0:55
2. It Ain't Necessarily So (George Gershwin/Ira Gershwin) – 4:47
3. The Man I Love (George Gershwin/Ira Gershwin) – 5:57
4. Here Come De Honey Man (George Gershwin) – 3:59
5. St. Louis Blues (W.C. Handy) – 5:50
6. Lullaby (George Gershwin) – 11:03
7. Blueberry Rhyme (James P. Johnson) – 3:31
8. It Ain't Necessarily So (Interlude) (George Gershwin) – 1:25
9. Cotton Tail (Duke Ellington) – 4:44
10. Summertime (George Gershwin/DuBose Heyward) – 4:41
11. My Man's Gone Now (George Gershwin/Ira Gershwin/DuBose Heyward) – 1:56
12. Prelude in C Sharp Minor (George Gershwin) – 4:46
13. Concerto for Piano and Orchestra in G (sats II) (Maurice Ravel) – 9:12
14. Embraceable You (George Gershwin/Ira Gershwin) – 4:39

## Medverkande
- Herbie Hancock – piano, orgel
- Stevie Wonder – munspel (spår 5, 10), sång (spår 5)
- Joni Mitchell – sång (spår 3, 10)
- Kathleen Battle – sopran, sång (spår 12)
- Wayne Shorter – sopransax (spår 10), tenorsax (spår 3, 9)
- James Carter – sopransax (spår 4), tenorsax (spår 2)
- Kenny Garrett – altsax (spår 2, 4, 8)
- Eddie Henderson – trumpet (spår 2)
- Chick Corea – piano (spår 7)
- Charles Curtis – cello (spår 12)
- Bakithi Kumalo – bas (spår 11), gitarr (spår 12)
- Marlon Graves – gitarr (spår 4), slagverk (spår 11)
- Ira Coleman – bas (spår 2, 3, 8–10, 12)
- Alex Al – bas (spår 5)
- Terri Lyne Carrington – trummor (spår 2, 3, 5, 9)
- Madou Dembelle – djembe (spår 1, 2)
- Cyro Baptista – slagverk (spår 1, 4, 8, 11, 12)
- Massamba Diop – slagverk (spår 1, 2)
- Bireyma Guiye – slagverk (spår 1)
- Cheik Mbaye – slagverk (spår 1)
- Orpheus Chamber Orchestra (spår 6, 13)